# Evropska skupnost za jedrsko energijo
Evropska skupnost za jedrsko energijo ali EURATOM (angleško The European Atomic Energy Community) je mednarodna organizacija, ki jo sestavljajo države članice Evropske unije. Njen glavni cilj je koordinacija mirnodobne rabe jedrske energije. Ustanovljena je bila z Rimsko pogodbo 25. marca 1957 hkrati z Evropsko gospodarsko skupnostjo. Evropska skupnost za jedrsko energijo je ločena organizacija, njene naloge pa od 1967, ko je v veljavo stopila Združitvena pogodba, opravljajo skupne institucije, prej Evropskih skupnosti, danes pa Evropske unije.
Glavni cilji skupnosti so:
- spodbujati raziskovanje in širjenje tehničnih informacij;
- vzpostaviti enotne varnostne standarde za zaščito javnosti in delavcev v jedrski industriji;
- olajšati raziskovanje;
- zagotoviti, da se civilnih jedrskih snovi ne uporablja v druge namene, zlasti vojaške.

## Predsedniki komisije Evropske skupnosti za jedrsko energijo, 1958-1967
- Louis Armand (Francija) 1958-1959
- Étienne Hirsch (Francija) 1959-1962
- Pierre Chatenet (Francija) 1962-1967

## EURATOM v odnosu do drugih struktur Evropske unije
| Podpisan Veljaven Dokument    | 1948 Bruseljska pogodba                                          | 1951 1952 Pariška pogodba   | 1954 1955 Modificirana bruseljska pogodba   | 1957 1958 Rimska pogodba                    | 1965 1967 Pogodba o združitvi               | 1975 N/A Sklep Evropskega sveta             | 1985 1995 Schengenski sporazum              | 1986 1987 Enotni evropski akt               | 1992 1993 Maastrichtska pogodba             | 1992 1993 Maastrichtska pogodba | 1997 1999 Amsterdamska pogodba | 2001 2003 Pogodba iz Nice | 2007 2009 Lizbonska pogodba | 2007 2009 Lizbonska pogodba |  |
|                               |                                                                  |                             |                                             |                                             |                                             |                                             |                                             |                                             |                                             |                                 |                                |                           |                             |                             |  |
| Trije stebri Evropske unije : |                                                                  |                             |                                             |                                             |                                             |                                             |                                             |                                             |                                             |                                 |                                |                           |                             |                             |  |
| Evropske skupnosti:           |                                                                  |                             |                                             |                                             |                                             |                                             |                                             |                                             |                                             |                                 |                                |                           |                             |                             |  |
|                               | Evropska skupnost za jedrsko energijo (EURATOM)                  |                             |                                             |                                             |                                             |                                             |                                             |                                             |                                             |                                 |                                |                           |                             |                             |  |
|                               |                                                                  |                             | Evropska skupnost za premog in jeklo (ESPJ) | Evropska skupnost za premog in jeklo (ESPJ) | Evropska skupnost za premog in jeklo (ESPJ) | Evropska skupnost za premog in jeklo (ESPJ) | Pogodba potekla l. 2002                     | Pogodba potekla l. 2002                     | Pogodba potekla l. 2002                     |                                 | Evropska unija (EU)            | Evropska unija (EU)       |                             |                             |  |
|                               |                                                                  |                             | Evropska gospodarska skupnost (EGS)         |                                             |                                             |                                             |                                             |                                             |                                             |                                 | Evropska unija (EU)            | Evropska unija (EU)       |                             |                             |  |
|                               |                                                                  |                             |                                             | Schengenska pravila                         |                                             |                                             | Evropska skupnost (EC)                      | Evropska skupnost (EC)                      |                                             |                                 | Evropska unija (EU)            | Evropska unija (EU)       |                             |                             |  |
|                               |                                                                  | TREVI                       | TREVI                                       | TREVI                                       | Pravo in notranje zadeve                    |                                             | Evropska skupnost (EC)                      | Evropska skupnost (EC)                      |                                             |                                 | Evropska unija (EU)            | Evropska unija (EU)       |                             |                             |  |
|                               | Policijsko in pravosodno sodelovanje v kazenskih zadevah (PPSKZ) | TREVI                       | TREVI                                       | TREVI                                       | Pravo in notranje zadeve                    |                                             |                                             |                                             |                                             |                                 | Evropska unija (EU)            | Evropska unija (EU)       |                             |                             |  |
|                               |                                                                  |                             |                                             |                                             | Evropsko politično sodelovanje (EPS)        | Skupna zunanja in varnostna politika (SZVP) | Skupna zunanja in varnostna politika (SZVP) | Skupna zunanja in varnostna politika (SZVP) | Skupna zunanja in varnostna politika (SZVP) |                                 | Evropska unija (EU)            | Evropska unija (EU)       |                             |                             |  |
| Nepovezana telesa             | Nepovezana telesa                                                | Zahodnoevropska unija (WEU) | Zahodnoevropska unija (WEU)                 | Zahodnoevropska unija (WEU)                 | Zahodnoevropska unija (WEU)                 | Zahodnoevropska unija (WEU)                 | Zahodnoevropska unija (WEU)                 |                                             |                                             |                                 |                                | Evropska unija (EU)       |                             |                             |  |
| Nepovezana telesa             | Nepovezana telesa                                                | Zahodnoevropska unija (WEU) | Zahodnoevropska unija (WEU)                 | Zahodnoevropska unija (WEU)                 | Zahodnoevropska unija (WEU)                 | Zahodnoevropska unija (WEU)                 | Zahodnoevropska unija (WEU)                 | Pogodba preklicana l. 2011                  |                                             |                                 |                                |                           |                             |                             |  |
|                               |                                                                  |                             |                                             |                                             |                                             |                                             |                                             |                                             |                                             |                                 |                                | p · p · u · z             |                             |                             |  |